# Lantana velutina
Lantana velutina är en verbenaväxtart som beskrevs av Martin Martens och Henri Guillaume Galeotti. Lantana velutina ingår i släktet eldkronor, och familjen verbenaväxter. Inga underarter finns listade i Catalogue of Life.